# Rudimentary Peni
Rudimentary Peni — британская рок-группа, образованная в 1980 году в районе Рикмансуорта и Уотфорда, Англия, и исполнявшая анархо-панк с элементами хардкора, нойз-, арт- и дэт-рока.

## История группы
Rudimentary Peni, начинавшие свой творческий путь среди последователей Crass, в текстах (автором которых был, в основном, фронтмен Ник Блинко) всегда охватывали самый широкий спектр идей, не ограничиваясь традиционной для жанра апокалиптически-социальной тематикой. Группа использовала разнообразные музыкальные и культурные веяния и (согласно Trouser Press) находилась несколько в стороне от когорты британского анархо-панка, «в большей степении являясь британским вариантом Minutemen».
Журнал Kerrang! называл Rudimentary Peni, «возможно, самой влиятельной группой, вышедшей из британской анархо-панк-сцены», Sounds отмечал, что их «взрывы чистой агрессии, каждый менее чем минутной продолжительности, предвосхитили <появление таких групп, как> Napalm Death». Rudimentary Peni выпустили четыре студийных альбома, второй из которых, Death Church, стал инди-хитом (#3, UK Indie Chart).
О происхождении названия Rudimentary Peni басист Грант Мэтьюз в журнале Maximum RocknRoll (#237, февраль 2003) говорил: «Когда я в школе изучал биологию, нам говорили, что у женского эмбриона клитор — это рудиментарный пенис».
Фронтмен группы Ник Блинко выпустил автобиографический роман «The Primal Screamer», а также получил известность на Outsider Art-сцене.

## Дискография

### Альбомы
- Catastrophe live LP, Rotten, 1982
- Death Church LP, Corpus Christi Records, 1983 (#3)
- The EPs of RP LP (сборник, в который вошли Rudimentary Peni и Farce EPs), Corpus Christi Records, 1986
- Cacophony LP, Outer Himalayan, 1987
- Pope Adrian 37th Psychristiatric LP, Outer Himalayan, 1995
- Great War LP, Sealed Records, 2021

### EPs
- Rudimentary Peni EP, Outer Himalayan, 1981
- Farce EP, Crass Records, 1981 (#7 UK Indie Chart[1])
- Echoes of Anguish EP, Outer Himalayan, 1998
- The Underclass EP, Outer Himalayan, 2000
- Archaic EP, Outer Himalayan, 2004
- No More Pain EP, Southern, 2008[5]